# Turgutluspor
Turgutluspor ist ein türkischer Fußballverein aus der Kreisstadt Turgutlu in der Provinz Manisa.

## Geschichte
Der Verein wurde 1984 durch den Zusammenschluss der beiden Vereine Toprakspor und Tukaşspor gegründet. Zum Sommer 1993 schaffte der Verein das erste Mal in der Vereinsgeschichte den Aufstieg in die zweithöchste türkische Spielklasse, die TFF 1. Lig. Mit dem Aufstieg wurde der Vereinsname auf Yeni Turgutluspor (dt.: Neues Turgutluspor) geändert. Bereits in der ersten Saison schaffte man es in die Aufstiegsrunde der 1. Lig und verpasste hier den Aufstieg in die Süper Lig. Zum Ende der Saison 1997/98 misslang der Klassenerhalt und so spielte man fortan drittklassig. Nach zwei Jahren Abstinenz stieg man jedoch wieder in die TFF 1. Lig auf. Hier hielt man sich nur zwei Jahre auf und verpasste im Sommer 2003 den Klassenerhalt. Nachdem man zwei Spielzeiten in der Drittklassigkeit am Spielgeschehen teilgenommen hatte, gelang erneut durch die Meisterschaft der Aufstieg.
In die Saison 2011/12 ging man sehr ambitioniert. Erst wurde der Nationalspieler Yusuf Şimşek in der Doppelfunktion Spielertrainer verpflichtet. Dann holte man mehrere erfahrene Spieler aus der Süper Lig und TFF 1. Lig wie Serhat Akın, Erhan Namlı und Ahmet Çağıran. Die Saison beendete man auf dem fünften Tabellenplatz und schaffte es in die Relegationsrunde. Hier schied man im Viertelfinale gegen Fethiyespor aus. Als Konsequenz trennte man sich von Yusuf Şimşek und kündigte einen Umbau der Mannschaft an.
In der Viertligasaison 2014/15 verfehlte die Mannschaft den Klassenerhalt der TFF 2. Lig und stieg damit in die TFF 3. Lig ab. In diese Liga abgestiegen, verfehlte der Verein auch hier den Klassenerhalt und stieg damit nach 31 Jahren in die Amateurliga ab. Ab der Saison 2017/18 spielte der Verein wieder in der TFF 3. Lig. In der Saison 2019/20 stieg der Verein nach Sieg im Finale der Playoffs der Gruppe 3 aus der TFF 3. Lig in die TFF 2. Lig auf. In der Saison 2020/21 wurde der Klassenerhalt in der Gruppe Rot als Tabellenneunter geschafft.

## Ligazugehörigkeit
- 1. Liga: –
- 2. Liga: 1965–1972, 1993–1998, 1994–1998, 2000–2001
- 3. Liga: 1972–1973, 1984–1993, 1998–2000, 2001–2002, 2005–2015
- 4. Liga: 2002–2005, 2008–2010, 2015–2016, seit 2017
- Amateurliga: 1973–1984, 2016–2017

## Ehemalige bekannte Spieler
- Ali Eren Beşerler
- Tolga Doğantez
- Barış Durmaz
- Ercan Ertemçöz
- Sait Karafırtınalar
- Erhan Namlı
- Süleyman Küçük
- Mustafa Kocabey
- Yusuf Şimşek
- Ahmet Sağlam

## Trainer (Auswahl)
- Kemal Batmaz
- İsmail Ertekin
- Behiç Funda
- Ergun Kantarcı
- Özcan Kızıltan
- Yusuf Şimşek 1
- Taner Taşkın
- Ümit Turmuş
- Aykut Yiğit
- Mustafa Ceviz

## Präsidenten (Auswahl)
- Murat Ayhan
- Hakan Sezer